# Strigula australiensis
Strigula australiensis är en lavart som beskrevs av P. M. McCarthy. Strigula australiensis ingår i släktet Strigula och familjen Strigulaceae.   Inga underarter finns listade i Catalogue of Life.